# Arwerd (Eemsdelta)
Arwerd, vroeger ook Arnwerd, is een buurtschap in de gemeente Eemsdelta in de provincie Groningen in Nederland. Het buurtje ligt ten westen van Krewerd, aan de weg naar Oosterwijtwerd, Nijenklooster, Jukwerd en Appingedam. Ten westen stroomt het Godlinzermaar.
De naam Arwerd komt van Arendswierde. De oorspronkelijke ovale wierde meet 225 meter bij 150 meter, is grotendeels afgegraven en met name vanaf de richting Nijenklooster is de steilrand goed zichtbaar. In de wierden zijn vondsten gedaan uit de Romeinse tijd en uit de vroege en late middeleeuwen. In de 11e eeuw stonden er ten minste 7 boerderijen van de abdij van Werden en was het gehucht aanzienlijk dichter bevolkt dan tegenwoordig. Later was het gehucht deels eigendom van de kerk van Krewerd. Tegenwoordig staan er vier boerderijen en twee huisjes.
Het Wad- en Wierdenpad loopt door de buurtschap.

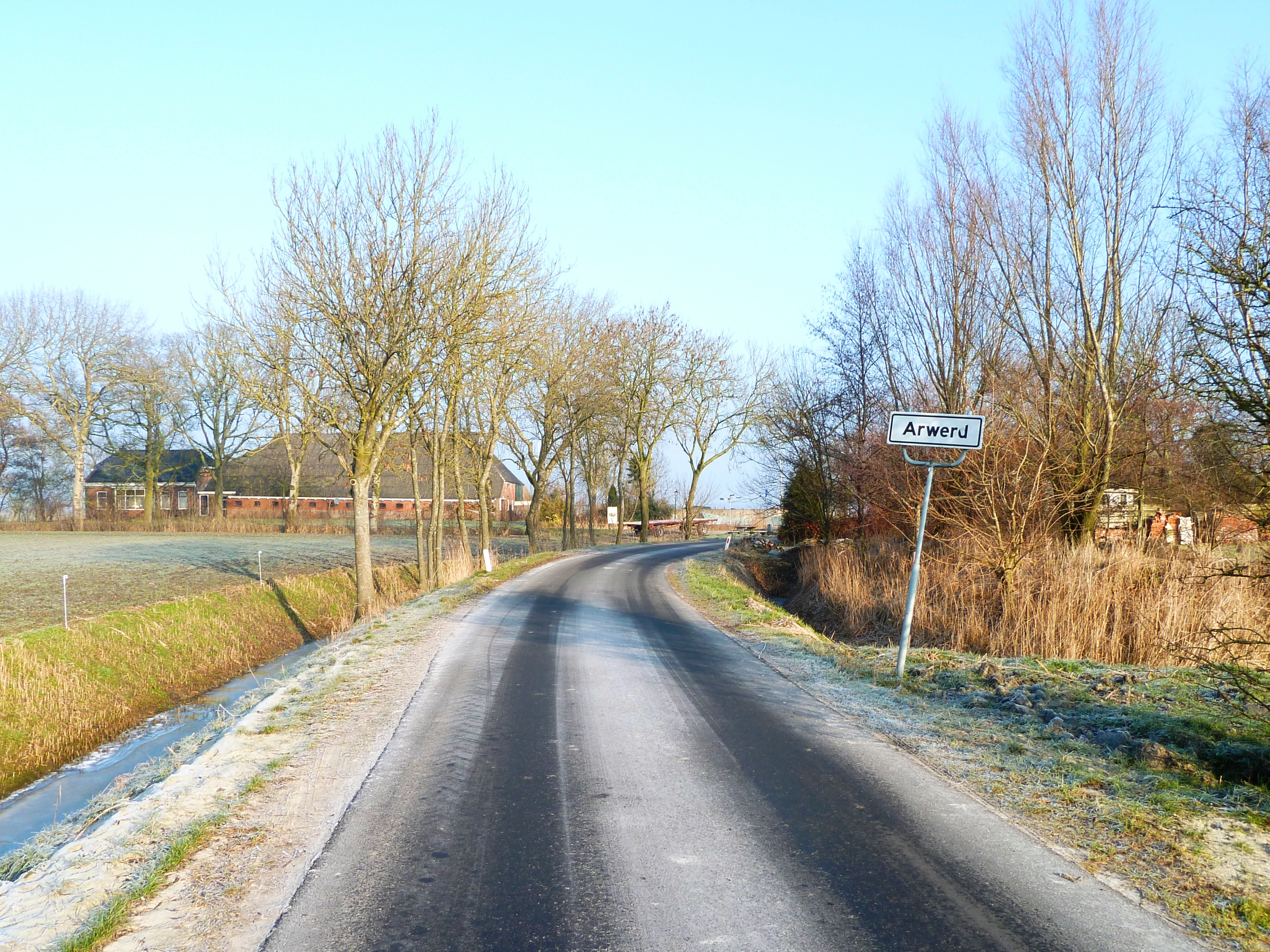
Naambordje met boerderij
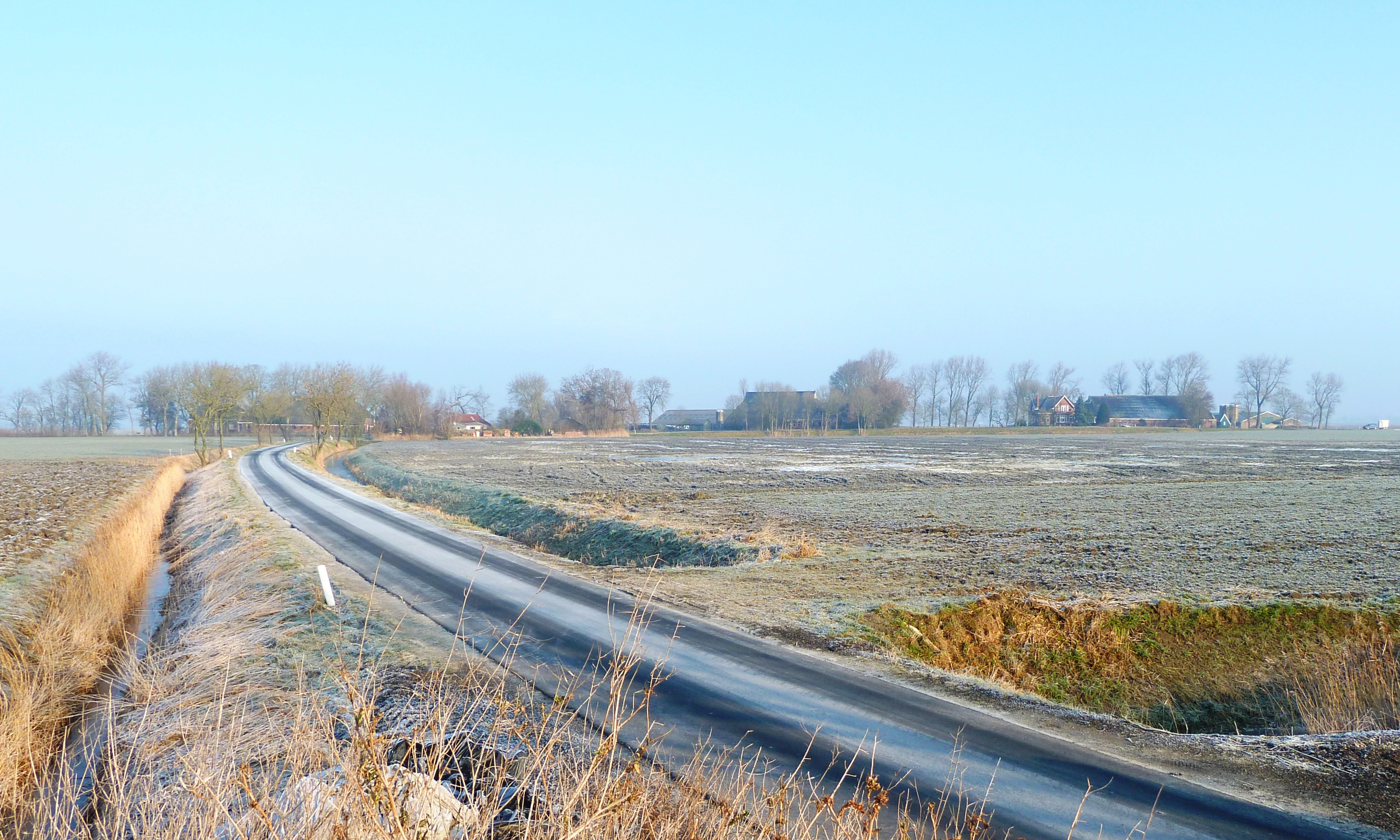
De buurtschap gezien vanaf de richting Nijenklooster
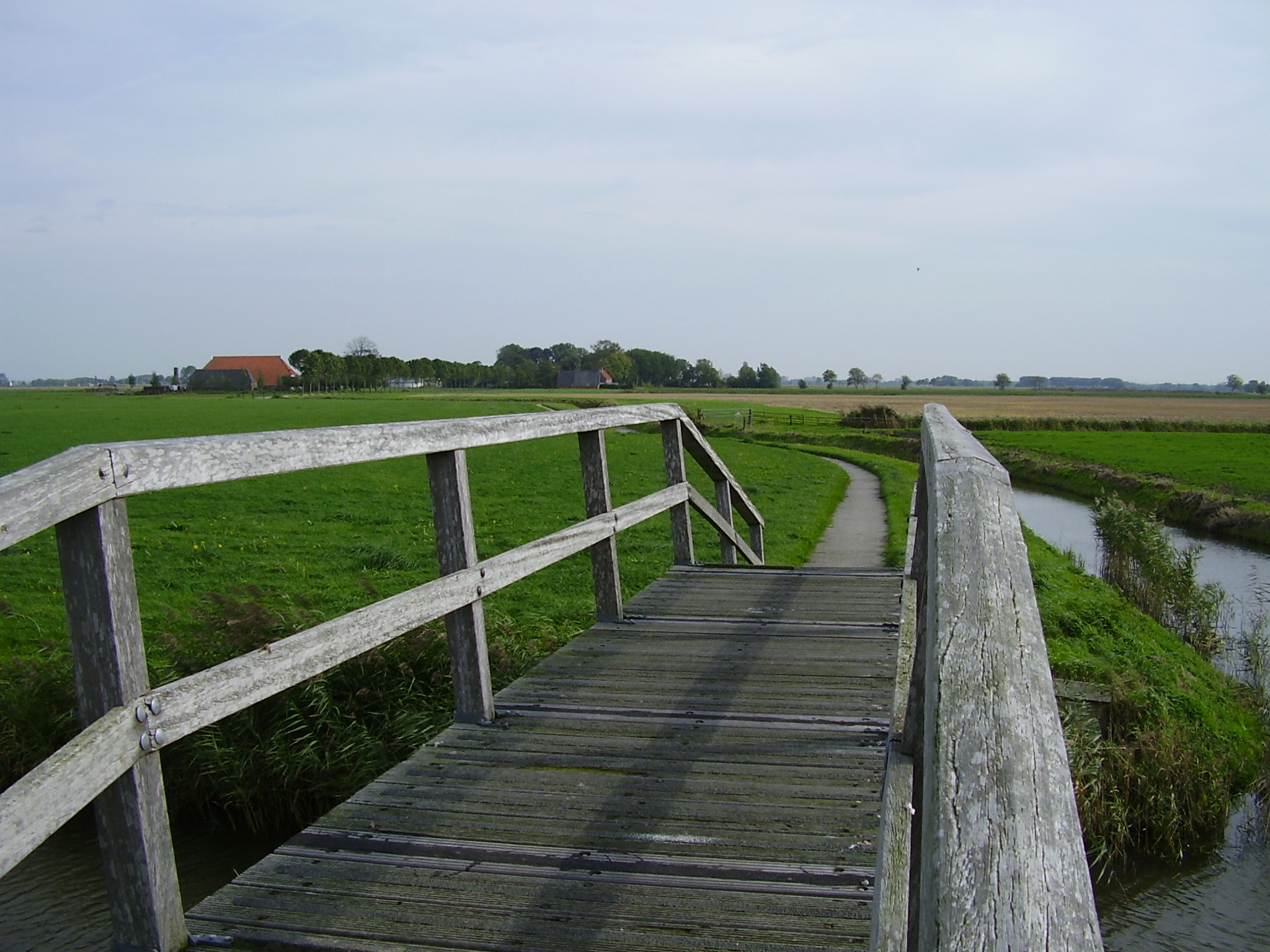
Blik richting Arwerd vanaf het Hoogholtje over het Godlinzermaar
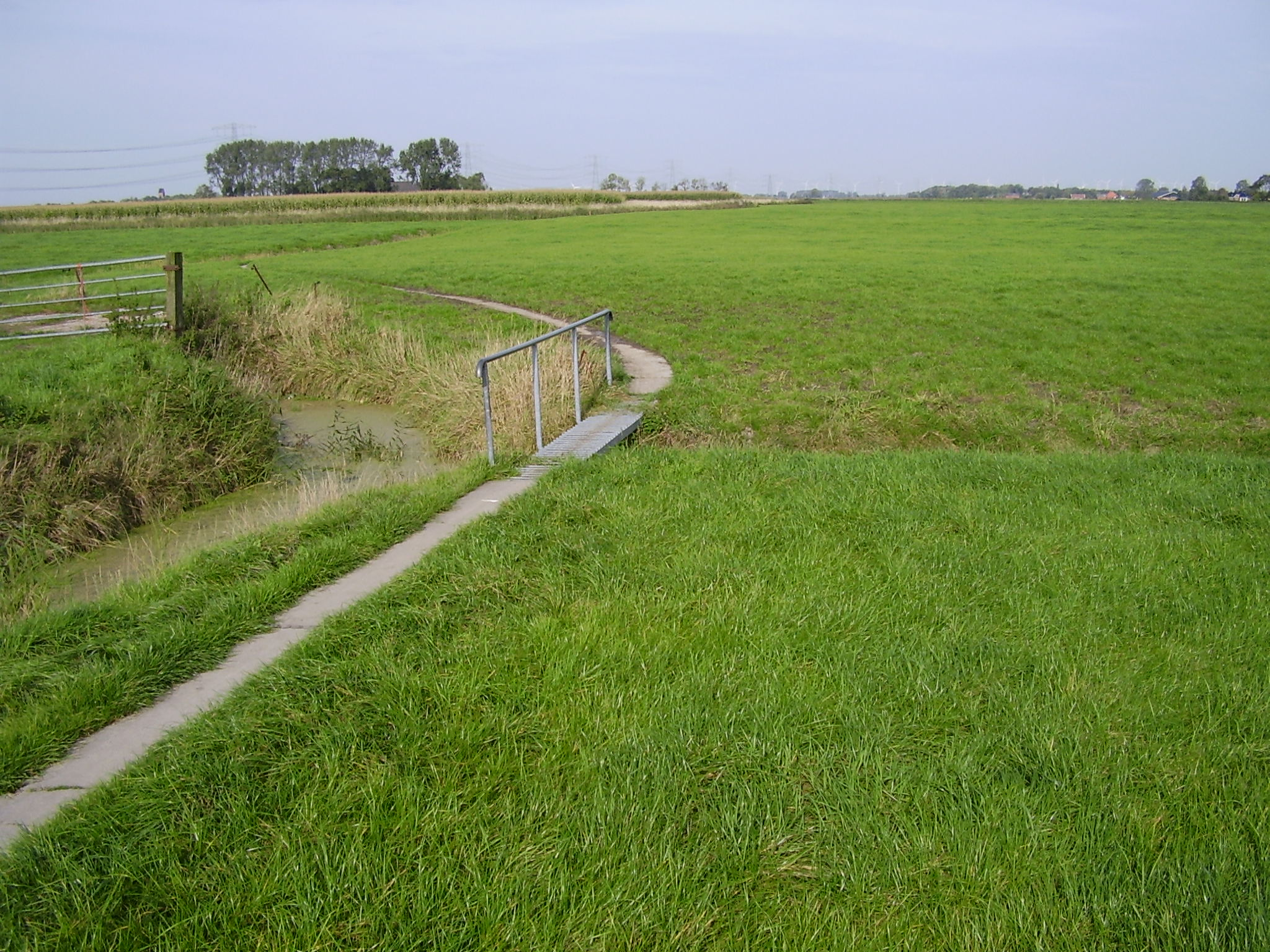
Het smalle en oude (op oude topografische kaarten "steenen") voetpad door het veld van Arwerd naar Godlinze

Groningen: Steden en dorpen      Nederland: Provincies · Gemeenten